# Pouso Alegre
Pouso Alegre város Brazíliában, Minas Gerais államban. Lakosainak száma 152 549 fő (2020). Pouso Alegre Congonhal, Borda da Mata, Cachoeira de Minas, Espírito Santo do Dourado, Estiva, Santa Rita do Sapucaí, São Sebastião da Bela Vista és Silvianópolis községekkel határos.

## Népesség
A település népességének változása:
| Lakosok száma | 106 776 | 130 615 | 152 549 | 152 217 |
|               | 2000    | 2010    | 2020    | 2022    |